# Udo Kiessling

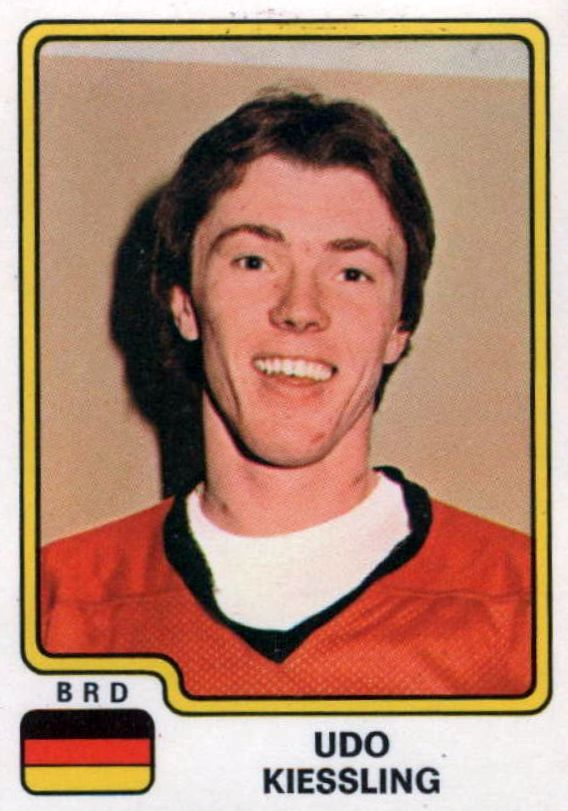
1979

Udo Kiessling (em alemão: Kießling; Crimmitschau, 21 de maio de 1955) é um ex-atleta alemão, jogador de hóquei no gelo.
Ao competir, entre os jogos de 1976 a 1992, tornou-se o primeiro jogador, desta modalidade, a participar de cinco Olimpíadas consecutivas. Em sua primeira Olimpíada, nos jogos de Montreal, ganhou uma medalha de bronze pela equipe masculina da então Alemanha Ocidental.